# Campeonato Mundial de Biatlón de 1969
El IX Campeonato Mundial de Biatlón se celebró en la localidad de Zakopane (Polonia) entre el 27 de febrero y el 2 de marzo de 1969 bajo la organización de la Unión Internacional de Biatlón (IBU) y la Asociación Polaca de Biatlón. 

## Resultados

### Masculino
| Evento                     | Oro                                                                  | Plata                                                                   | Bronce                                                                           |
| -------------------------- | -------------------------------------------------------------------- | ----------------------------------------------------------------------- | -------------------------------------------------------------------------------- |
| 20 km individual (27.02)   | Alexandr Tijonov URSS 1:22:46,2                                      | Rinat Safin URSS 1:22:49,0                                              | Magnar Solberg · Noruega · 1:24:00,7                                             |
| Relevos 4 × 7,5 km (02.03) | URSS Alexandr Tijonov Viktor Mamatov Rinat Safin Vladimir Gundartsev | Noruega · Jon Istad · Ragnar Tveiten · Magnar Solberg · Esten Gjelten · | Finlandia · Kalevi Vähäkylä · Mauri Röppänen · Mauno Peltonen · Esko Marttinen · |

## Medallero
| Núm. | País      | Oro | Plata | Bronce | Total |
| ---- | --------- | --- | ----- | ------ | ----- |
| 1    | URSS      | 2   | 1     | 0      | 3     |
| 2    | Noruega   | 0   | 1     | 1      | 2     |
| 3    | Finlandia | 0   | 0     | 1      | 1     |
|      | TOTAL     | 2   | 2     | 2      | 6     |